# Callimation apicale
Callimation apicale är en skalbaggsart som beskrevs av Aurivillius 1908. Callimation apicale ingår i släktet Callimation och familjen långhorningar.
Artens utbredningsområde är Malawi. Inga underarter finns listade.